# Église Saint-Jean-Baptiste de Steenwerck
Pour les articles homonymes, voir Église Saint-Jean-Baptiste.
L'église Saint-Jean-Baptiste porte la dédicace de saint Jean-Baptiste.

## Description
L'édifice est situé à l'emplacement d'un temple romain. Déjà mentionné au XIIe siècle (1182), il détient des fonts baptismaux du XVIe siècle (1587).
Détruite durant la première guerre mondiale pendant la bataille de la Lys, l'église de style romano-byzantin (clocher) fut reconstruite en 1923 sur les plans d'Armand Lemay, architecte lillois. Elle est composée d'une nef et de deux bas-côtés. Dans le chœur, les vitraux de Pierre Turpin, maître verrier lillois, retracent la vie de Saint Jean-Baptiste. À l'intérieur de l'édifice est visible une maquette au 1/50e de l'église, réalisée en 1951.

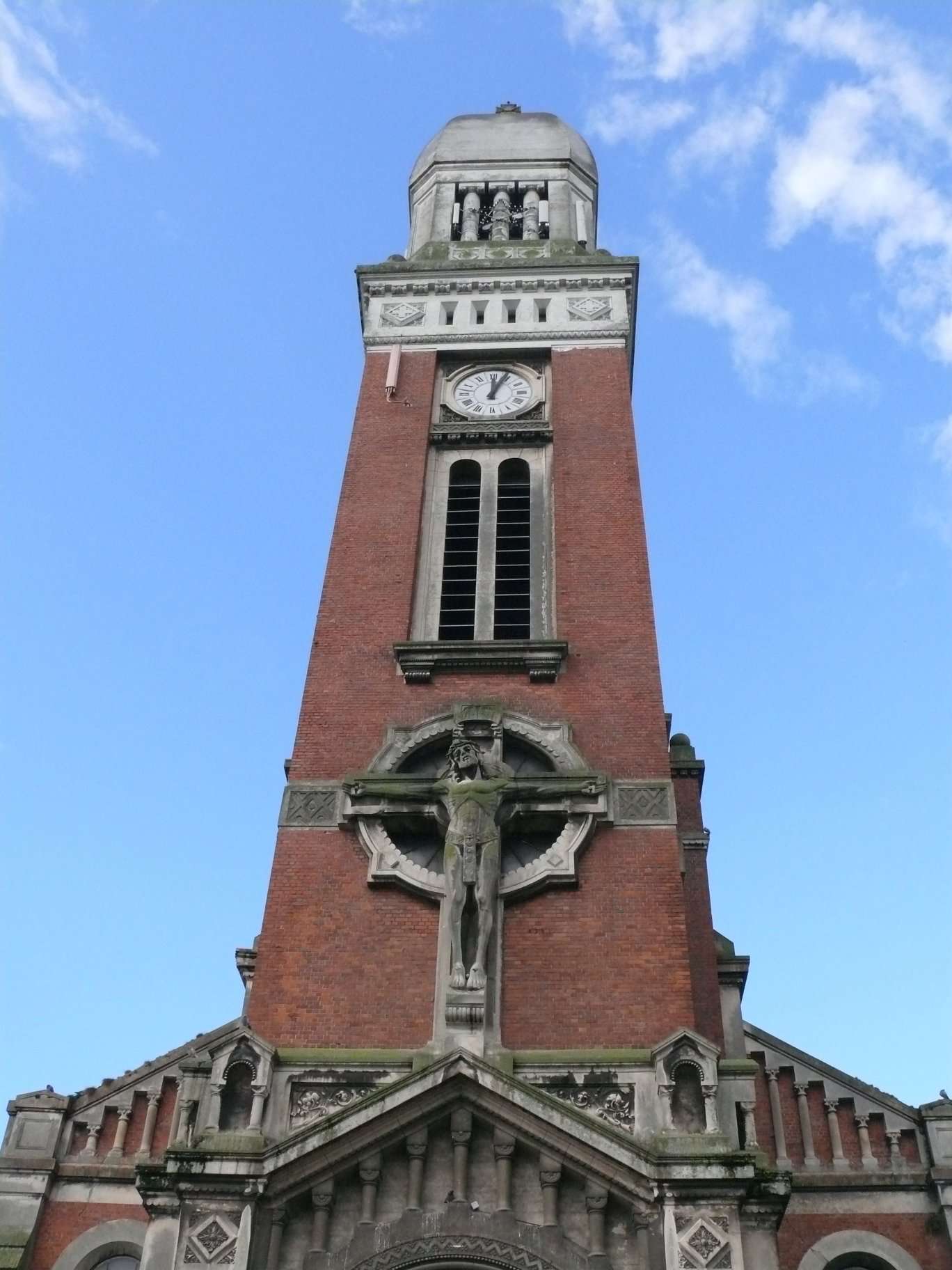
Le clocher.
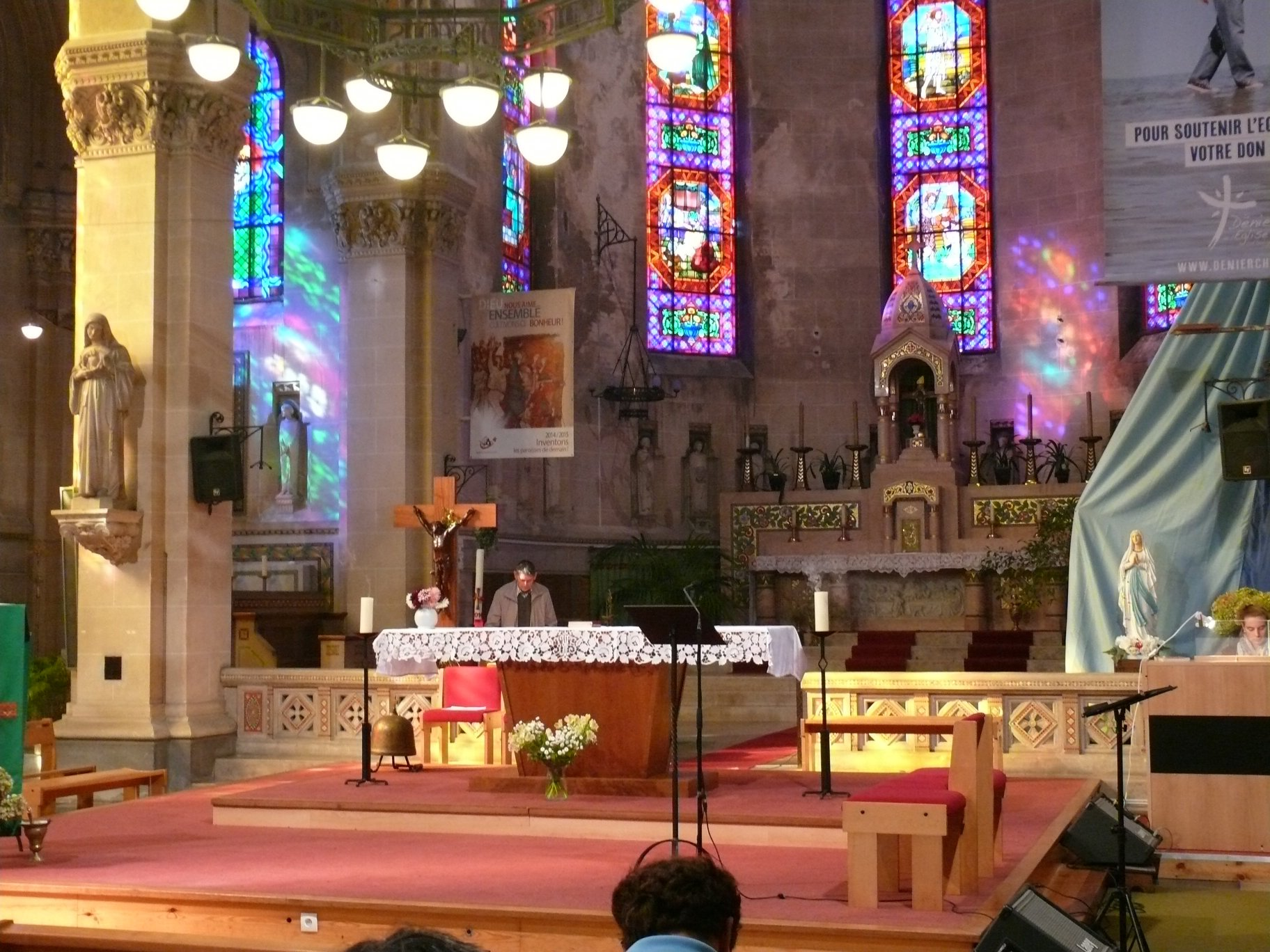
Le chœur.
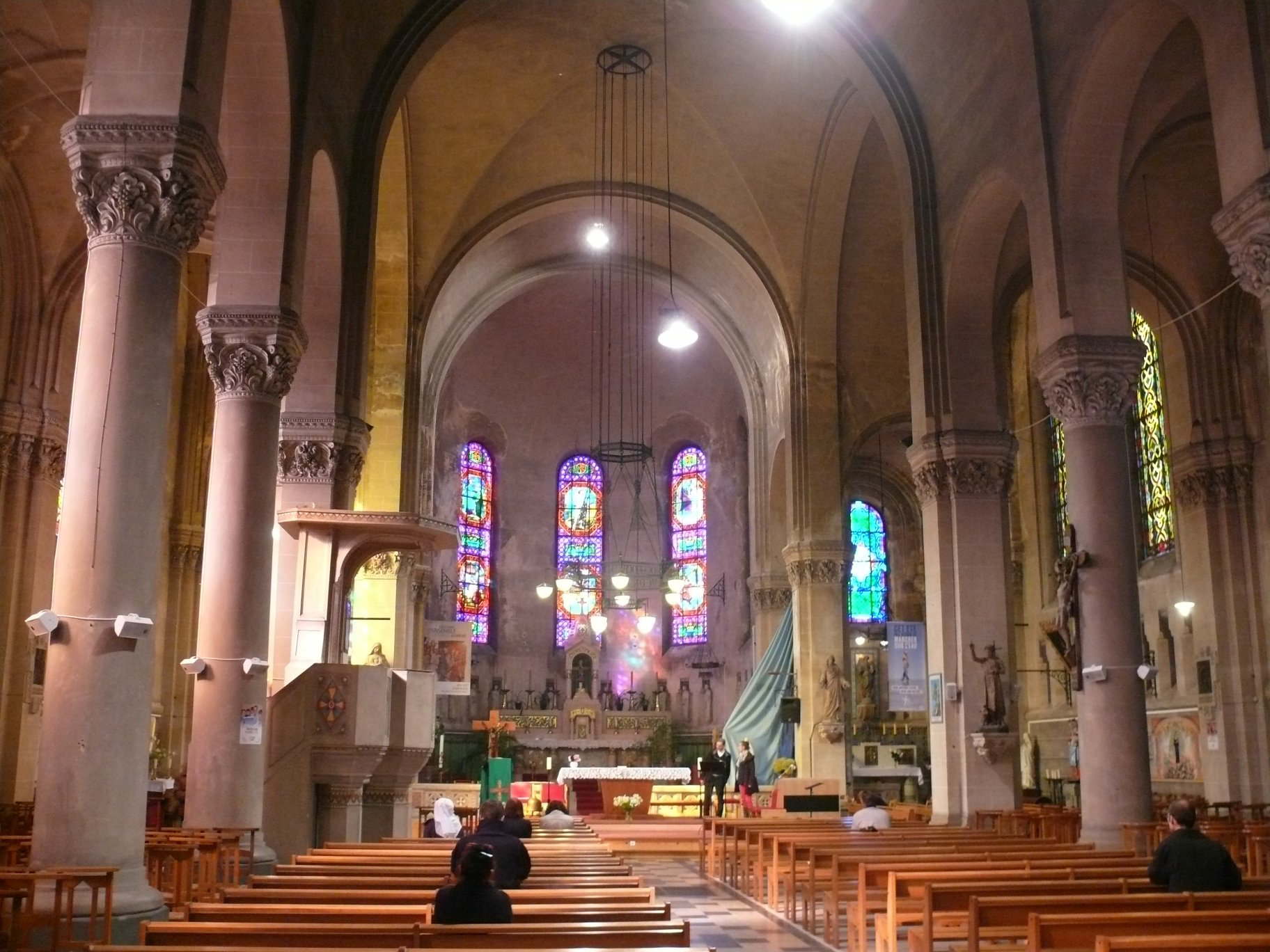
La nef.

L'orgue possède une façade en chêne avec un buffet comportant une tourelle plate centrale, deux plates-faces en retrait et deux tourelles latérales ; la tuyauterie est en zinc, sapin et alliage pauvre.
En 2020, le projet de restauration est évalué à quasiment un million d'euros. En 2021, l'édifice est retenu comme site emblématique du Loto du patrimoine,